# Benton, New Hampshire
Benton är en kommun (town) i Grafton County i delstaten New Hampshire, USA med cirka 364 invånare (2010). 